# Rua de Santa Catarina

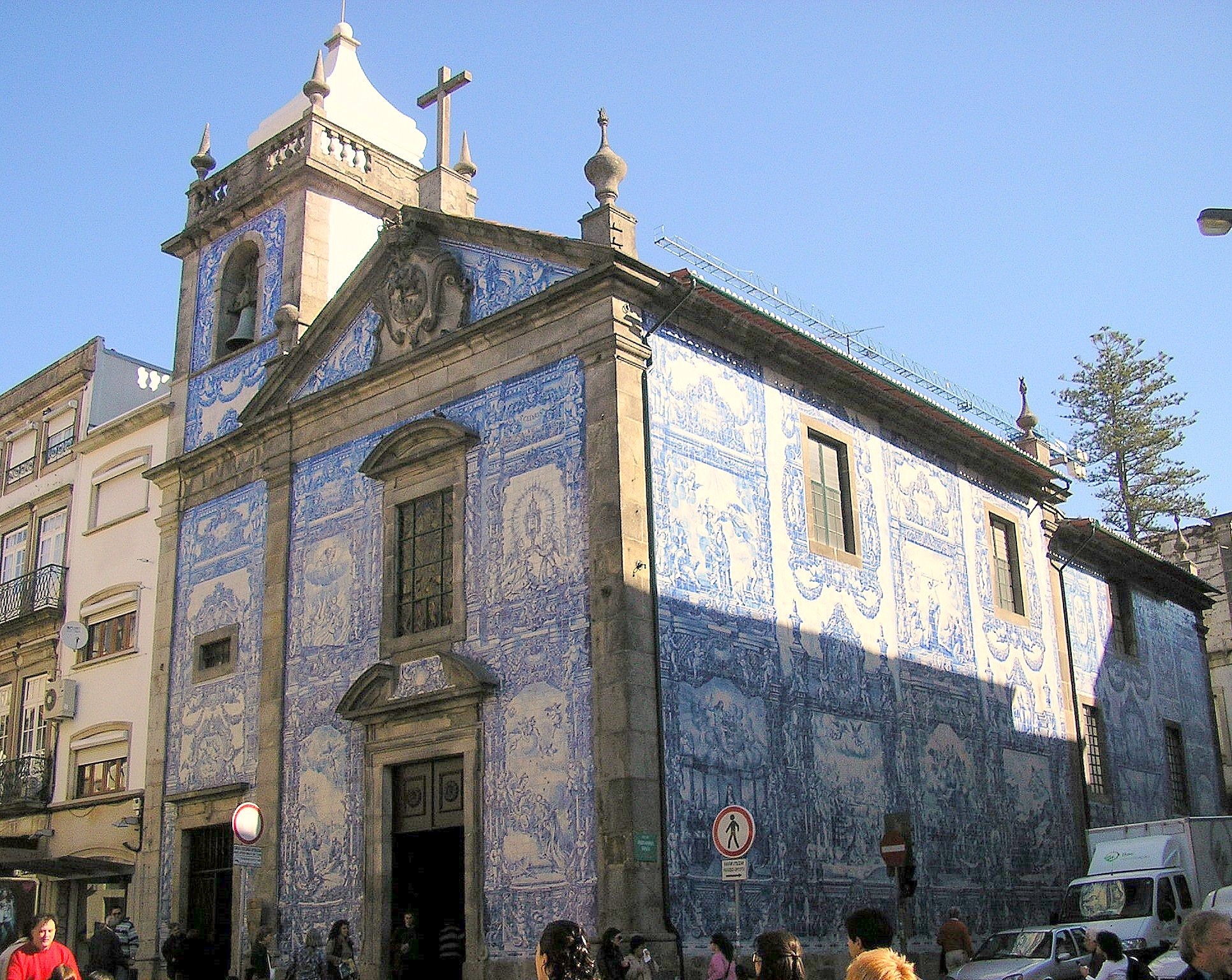
Capela de Santa Catarina ou das Almas

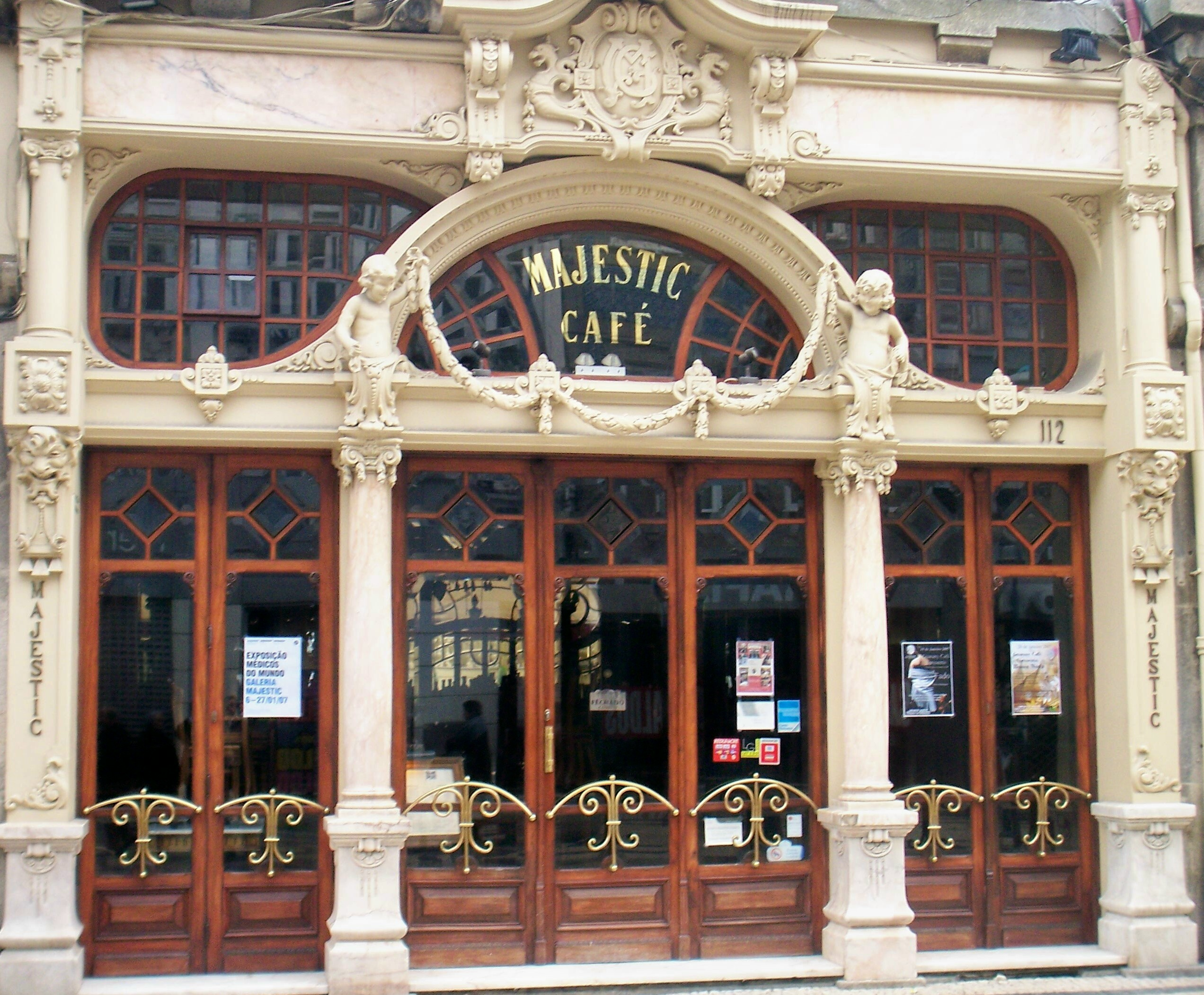
Café Majestic

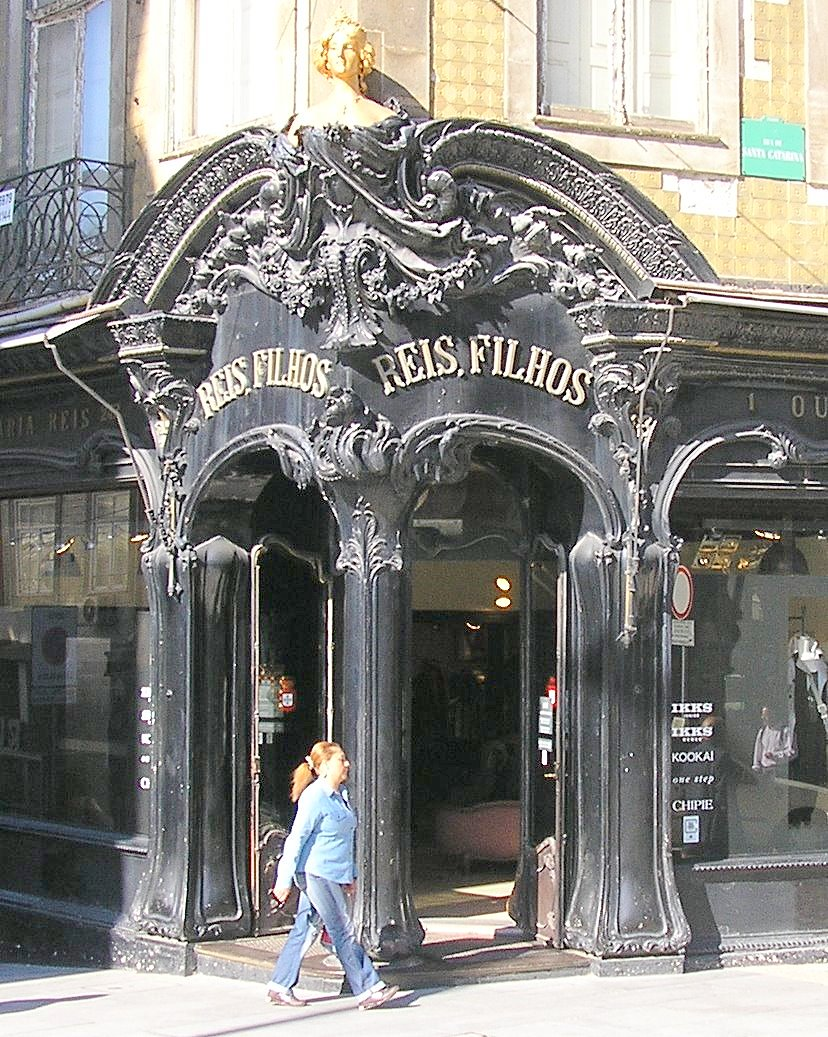
Na esquina com 31 de Janeiro

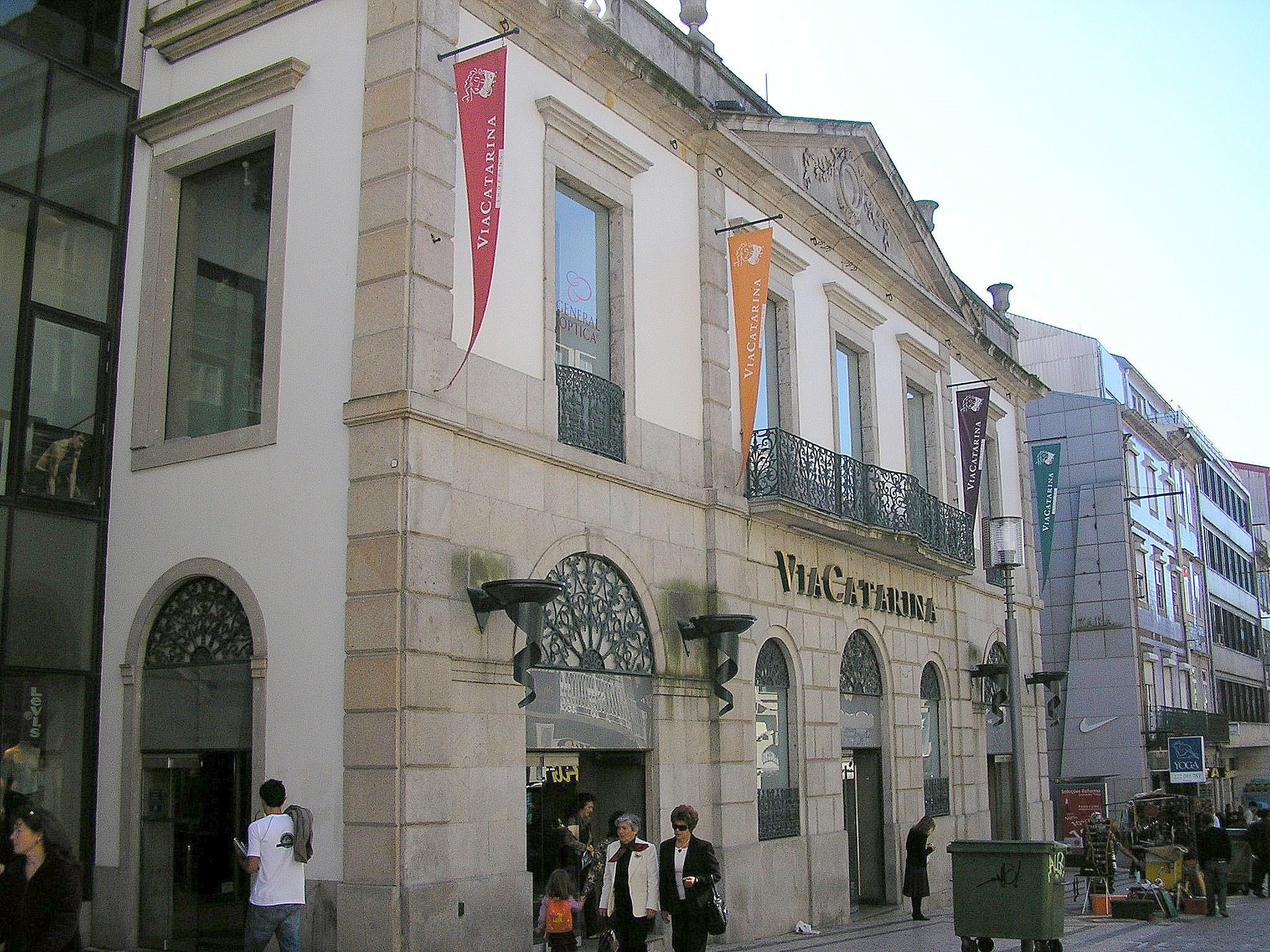
O centro comercial Via Catarina

A Rua de Santa Catarina é um arruamento situado nas freguesias de Santo Ildefonso e Bonfim da cidade do Porto, em Portugal. É a artéria mais comercial da Baixa do Porto, estando grande parte dela hoje vedada ao trânsito automóvel e reservada apenas a peões.

## Origem do nome
A rua foi buscar o seu nome à Capela das Almas, da invocação de Catarina de Alexandria.

## História
Em 1662 havia em Fradelos uma quinta onde se encontrava uma capela da invocação de Catarina de Alexandria ligada por um caminho à Porta de Cima de Vila da Muralha Fernandina. Em 1748, num documento da Misericórdia, este caminho já aparece identificado como Rua Nova de Santa Catarina, com o seu alinhamento corrigido em 1771.
Por iniciativa de João de Almada e Melo de 1784, a rua foi prolongada até à Alameda da Aguardente, hoje Praça do Marquês de Pombal. A este prolongamento se deu o nome de Rua Bela da Princesa.
Grande parte dos terrenos a poente da rua, nomeadamente onde mais tarde foi erguido o Grande Hotel do Porto, na primeira metade do século XIX eram quintas e terrenos lavradios pertencentes à grande empresária D. Antónia Adelaide Ferreira, a Ferreirinha do vinho do Porto.
Em 1896, Aurélio Paz dos Reis realizou nesta rua aquele que é considerado o primeiro filme do cinema português, a Saída do Pessoal Operário da Fábrica Confiança.
A Rua de Santa Catarina alberga hoje lojas de vestuário, miudezas, sapatarias, o centro comercial Via Catarina e numerosos vendedores de rua, menos ou mais legais. A primeira loja da Zara fora de Espanha abriu nesta rua, em 1988.

## Pontos de interesse
- Fachadas Arte Nova da Livraria Latina e da antiga Ourivesaria Reis & Filhos, localizadas à entrada da rua vindo da Praça da Batalha, à direita e à esquerda, respetivamente.
- Galerias Palladium, no cruzamento com a Rua de Passos Manuel, projeto do arquiteto Marques da Silva, construído em 1914 para os Armazéns Nascimento, hoje alberga diversos estabelecimentos comerciais como a Fnac e a C&A.
- Café Majestic, inaugurado em 1921 e hoje reconhecido como "de interesse público", foi o local de reunião da fina-flor da intelectualidade portuense, nomeadamente de Leonardo Coimbra e seus discípulos, e é hoje um dos principais pontos turísticos da rua.
- Salão de Chá Império, muito perto do Majestic, outro estabelecimento histórico que abriu as suas portas em 1944.
- Grande Hotel do Porto, inaugurado em 1880, é um dos hotéis de maior prestígio da cidade. Eça de Queirós era hóspede frequente deste hotel e aqui faleceu Teresa Cristina, a última imperatriz do Brasil, em 1889. Nele esteve também preso o primeiro-ministro Afonso Costa, em dezembro de 1917, aquando do golpe de estado de Sidónio Pais.
- Via Catarina, centro comercial do grupo Sonae, inaugurado em 1996 após uma das maiores intervenções urbanísticas da zona, conservando a fachada da antiga sede do jornal portuense O Primeiro de Janeiro.
- Capela de Santa Catarina ou das Almas, na esquina com a Rua de Fernandes Tomás, construída nos inícios do século XVIII.

## Homens de Letras
A Rua de Santa Catarina, com os seus casarões estreitos com fachadas de azulejos azuis, verdes e vermelhos, viu nascer e morrer alguns ilustres escritores e poetas portugueses:
- No n.º 206, nasceu o escritor Arnaldo Gama, em 1828.
- No n.º 469, nasceu o poeta António Nobre, em 1867.
- No 2.º andar do n.º 630 (que, na época, era o n.º 458) viveu Camilo Castelo Branco e aí celebrou casamento com Ana Plácido a 9 de março de 1888.
- No n.º 1018 viveu o poeta Guerra Junqueiro (1850-1923) durante longas temporadas do final da sua vida.

## Acessos
- Estação Bolhão
- Linhas: 22 (elétrico), 55, 69, 70, 94, 300, 301, 305, 401, 800, 801, 701, 702, 703 e 904 dos STCP.